# Нижняя Позёра
Нижняя Позёра (в верховьях — Верхняя Позёра) — река в России, протекает в Холмогорском районе Архангельской области. Вместе с рекой Верхняя Угзеньга образует реку Угзеньга в 42 км от её устья по левому берегу. Длина реки составляет 54 км.

## Данные водного реестра
По данным государственного водного реестра России относится к Двинско-Печорскому бассейновому округу, водохозяйственный участок — река Пинега, речной подбассейн реки — Северная Двина ниже места слияния Вычегды и Малой Северной Двины. Речной бассейн реки — Северная Двина.
Код объекта в государственном водном реестре — 03020300312103000039068.